# Dunedin-studien
Dunedin-studien (the Dunedin Multidisciplinary Health and Development Study, även kallad the Dunedin Longitudinal Study) är en långtidsstudie av 1 037 personer födda under ett år (1 april 1972 - 31 mars 1973) i Dunedin på Nya Zeeland.
Studien byggdes upp av Phil A. Silva och utgör en detaljerad studie av människors hälsa, utveckling och beteende. Nu 2016 leder professor Richie Poulton forskningsenheten för detta (DMHDRU). Studien, som alltjämt pågår, har hittills lett till mer än 1 150 publikationer och rapporter. Substudier finns även om studiepersonernas familjers hälsa (the Family Health History Study), om studiepersoner som föräldrar till en treåring (the Parenting Study) och om 15-åriga barn till studiepersoner (the Next Generation Study).
Hösten 2016 sände SVT "Ditt förutbestämda liv" (med tydligen flera olika engelska titlar: "Why am I?", eller "Why Am I?: The Science of Us" eller "Predict My Future: The Science of Us") som är en dokumentärserie i fyra avsnitt från 2015(?) om olika resultat från studien.
Studien påminner, åtminstone delvis, om det betydligt större och mycket kritiserade svenska forskningsprojektet Metropolit som omfattade 15 117 personer födda 1953 och som tio år senare, år 1963, var bosatta i Stockholm. Dock är det oklart om även Dunedin-studien har resulterat i motsvarande debatt och kritik.